# Bacco, Venere e Amore
Bacco, Venere e Amore è un dipinto a olio su tela (209,5x161,5 cm) attribuito a Rosso Fiorentino, databile al 1531-1532 circa e conservato nel Musée national d'histoire et d'art a Lussemburgo.

## Storia
Nelle due edizioni delle Vite, Vasari si dilungò nel descrivere due dipinti a olio di soggetto mitologico realizzati dal Rosso per Francesco I di Francia. Nella prima edizione (1550) li ricordò come dipinti subito dopo il suo arrivo in Francia (1530) e prima dell'arrivo del Primaticcio (1532). Erano collocati alle estremità della Galleria di Francesco I nel castello di Fontainebleau.
Se poco e niente si conosce dell'Amore e Psiche, forse intendeva un Amore e Venere di cui si conserva un disegno al Louvre, il Bacco e Venere è stato identificato con cautela dalla Béguin nel museo d'arte della città di Lussemburgo. In condizioni di conservazione non ottimali, se non attribuibile direttamente al Rosso non è neanche assegnabile a nessuno dei suoi collaboratori a Fontainebleau, per cui oggi l'ipotesi che sia di mano del maestro è stata ripresa e sviluppata.

## Descrizione e stile
Appoggiato su un complesso sedile drappeggiato, Bacco, protagonista della scena, solleva il braccio destro con la ciotola del vino da banchetto, riecheggiando le statue del dio di Michelangelo e altri. Il torso del dio è dilatato e scultoreo, mentre gli arti sono allungati e disposti scioltamente, nel più raffinato stile manierista internazionale. Ai suoi piedi, di spalle, Cupido cavalca un leone dagli occhi spenti, vicino al quale si trova l'elsa decorata di una spada. A destra Venere, appoggiata a un vaso, mostra le forme canoniche della bellezza femminile dell'epoca, coi fianchi dilatati, la vita stretta, i seni ben proporzionati. Chiude la composizione, a destra in alto, un satiro con un drappo rosso che solleva allegramente grappoli d'uva.
Opera raffinatissima dal punto di vista formale, vi si riscontrano le qualità inventive del Rosso e del nuovo stile pittorico che egli inaugurò a corte: erotismo, primato della decorazione, stile prezioso, iconografia sofisticata. L'intero dipinto potrebbe infatti essere idealmente inscritto in un ovale, come un cammeo antico, come suggeriscono anche le andature curvilinee simmetriche della zampa arcuata del seggio e del corpo tondeggiante del vaso.